# 완안역
완안역(중국어: 万安站)은 중국 베이징시 하이뎬구 쓰지칭 지구의 한허로에 위치하는 베이징 지하철 시자오선의 역이다. 이 역은 2017년 12월 30일 베이징 지하철 시자오선 개통과 함께 개장하였다.

## 위치
완안역은 한허로(旱河路)에 위치한다.

## 역 구조
완안역은 2면 2선 상대식 승강장의 구조로 설계된 지상역이다.

### 층별 구조
| 지면 | 상대식 승강장, 오른쪽 출입문이 열림 | 상대식 승강장, 오른쪽 출입문이 열림 |
| 지면 | ←                                   | ■ 시자오선 샹산 방면 (국가식물원)   |
| 지면 | →                                   | ■ 시자오선 바거우 방면 (차펑)       |
| 지면 | 상대식 승강장, 오른쪽 출입문이 열림 |                                     |